# Reinbeck
Reinbeck é uma cidade localizada no estado americano de Iowa, no Condado de Grundy.

## Demografia
Segundo o censo americano de 2000, a sua população era de 1751 habitantes.
Em 2006, foi estimada uma população de 1677, um decréscimo de 74 (-4.2%).

## Geografia
De acordo com o United States Census Bureau tem uma área de
4,7 km², dos quais 4,7 km² cobertos por terra e 0,0 km² cobertos por água.

## Localidades na vizinhança
O diagrama seguinte representa as localidades num raio de 16 km ao redor de Reinbeck.